# Convento de El Zarzoso
El monasterio de monjas franciscanas de la Tercera Orden Regular de El Zarzoso se encuentra enclavado en la vertiente sur de una de las estribaciones montañosas del norte de la sierra de Francia, en el término municipal español de El Cabaco, en la provincia de Salamanca.

## Descripción
El edificio del monasterio forma un rectángulo irregular, con centro en el claustro, a partir del cual se disponen el resto de las dependencias. Un muro de unos 4 m de altura, delimita la huerta del monasterio, y se extiende hacia el norte, en un profundo desnivel, que permite que el agua, cuyos nacederos se encuentran en la parte alta de la cerca, lleguen al monasterio por su propio peso. 
En el ala oeste se sitúa la iglesia, edificio gótico, de una sola nave, separada del presbiterio por un arco ojival de moldura ondulada. Realizado en piedra de Villamayor, el presbiterio acoge en su frente un espléndido retablo, con hornacina central y dos laterales, separadas por columnas, expositor, sagrario y mesa de altar, todo ello realizado en piedra policromada, y escudo franciscano flanqueado por dos ángeles, en el piso alto. 
Las paredes laterales son, asimismo, de gran interés, realizadas igualmente en piedra, tiene una composición similar, con dos hornacinas enmarcadas en sendos arcos de medio punto, rematados en una cenefa de piedra labrada, y separadas por medias columnas decoradas, con escudos en piedra policromados en dorado, acogen un fresco y retablo de piedra respectivamente. El presbiterio se cubre mediante bóveda de nervios que apoyan en basas situadas en el tercio superior de las paredes, al igual que las que cubren la nave, aunque en este caso no se realicen en piedra de Villamayor, como en el presbiterio. 
El acceso principal a la iglesia se realiza mediante arco de medio punto, enmarcado en sillería de granito. En el ala sur se localiza la fachada y entrada principal del monasterio, a través de la cual se accede a un espacioso torno y al claustro. A su lado la sacristía, que conserva en su parte alta dos celdas originales, mientras que el resto ha sido acondicionado para usos actuales. En el ala este se sitúan los locutorios, el comedor antiguo, y las nuevas celdas de la comunidad en el piso alto. 
Al norte se sitúa la cocina, despensas, comedores y la hospedería.  Independientemente del cuerpo del monasterio y de idéntica construcción, se localiza en la zona suroeste del conjunto el edificio conocido como la Casa del Capellán, de dos plantas, conserva la baja en su estado original.
En 2024 fue declarado bien de interés cultural, con la categoría de monumento.